# Thelcticopis
Genre
Synonymes
- Rhomalea L. Koch, 1873 nec Serville, 1831
- Themeropis L. Koch, 1875 nec Pascoe, 1874
- Seramba Thorell, 1887
- Mardonia Thorell, 1897

Thelcticopis est un genre d'araignées aranéomorphes de la famille des Sparassidae.

## Distribution
Les espèces de ce genre se rencontrent en Asie du Sud, en Asie de l'Est, en Asie du Sud-Est, en Océanie et en Afrique centrale.

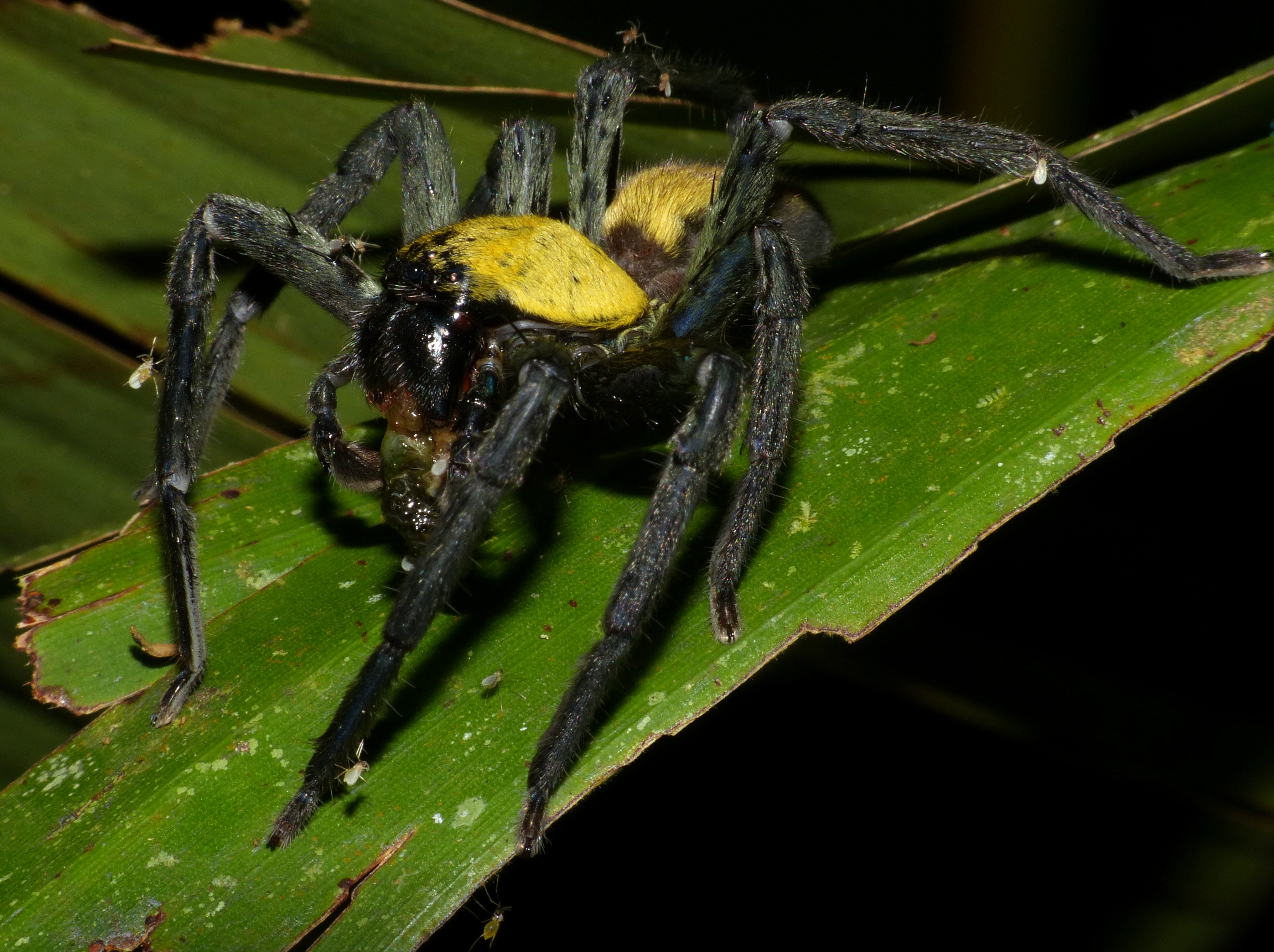
Thelcticopis

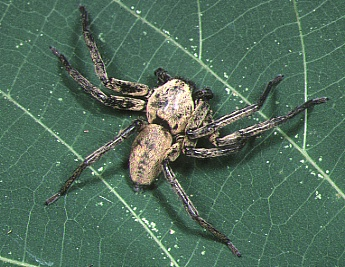
Thelcticopis severa

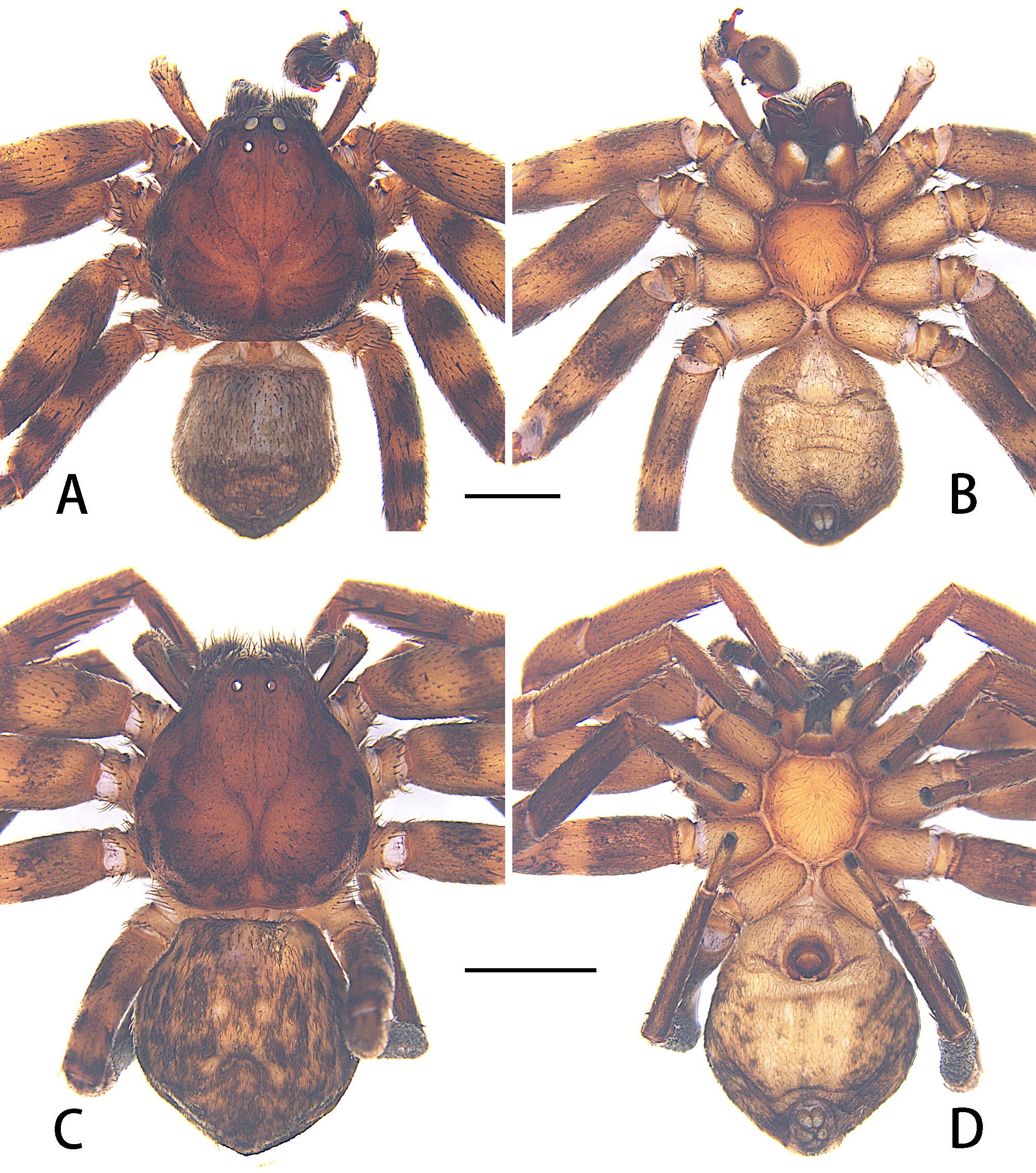
Thelcticopis pinmini

## Liste des espèces
Selon World Spider Catalog (version 26, 27/04/2025) :
- Thelcticopis ajax Pocock, 1901
- Thelcticopis ancorum Dyal, 1935
- Thelcticopis bicornuta Pocock, 1901
- Thelcticopis birmanica Thorell, 1895
- Thelcticopis biroi Kolosváry, 1934
- Thelcticopis buu Logunov & Jäger, 2015
- Thelcticopis canescens Simon, 1887
- Thelcticopis celebesiana Merian, 1911
- Thelcticopis chongzu Lin & Li, 2024
- Thelcticopis convoluticola Strand, 1911
- Thelcticopis cuneissignata Chrysanthus, 1965
- Thelcticopis dahanensis Zhu & Zhong, 2020
- Thelcticopis flavipes Pocock, 1897
- Thelcticopis folia Jäger & Praxaysombath, 2009
- Thelcticopis goramensis (Thorell, 1881)
- Thelcticopis hercules Pocock, 1901
- Thelcticopis humilithorax (Simon, 1909)
- Thelcticopis huyoplata Barrion & Litsinger, 1995
- Thelcticopis insularis (Karsch, 1881)
- Thelcticopis kaparanganensis Barrion & Litsinger, 1995
- Thelcticopis karnyi Reimoser, 1929
- Thelcticopis ketambe Fomichev & Omelko, 2024
- Thelcticopis kianganensis Barrion & Litsinger, 1995
- Thelcticopis kirankhalapi Ahmed, Sumukha, Khalap, Mohan & Jadhav, 2015
- Thelcticopis klossi Reimoser, 1929
- Thelcticopis lini Hu, Zhang & Zhong, 2025
- Thelcticopis lizae Fomichev & Omelko, 2024
- Thelcticopis luctuosa (Doleschall, 1859)
- Thelcticopis maindroni Simon, 1906
- Thelcticopis modesta Thorell, 1890
- Thelcticopis moesta (Doleschall, 1859)
- Thelcticopis moolampilliensis Sunil Jose & Sebastian, 2007
- Thelcticopis nalandica (Karsch, 1892)
- Thelcticopis nigrocephala Merian, 1911
- Thelcticopis ochracea Pocock, 1898
- Thelcticopis orichalcea (Simon, 1880)
- Thelcticopis papuana (Simon, 1880)
- Thelcticopis paripes (Karsch, 1879)
- Thelcticopis pennata (Simon, 1901)
- Thelcticopis picta (Thorell, 1887)
- Thelcticopis pinmini Cai & Zhong, 2021
- Thelcticopis quadrimunita (Strand, 1911)
- Thelcticopis recta Hu & Liu, 2024
- Thelcticopis rubristernis Strand, 1911
- Thelcticopis rufula Pocock, 1901
- Thelcticopis sagittata (Hogg, 1915)
- Thelcticopis salomonum (Strand, 1913)
- Thelcticopis scaura (Simon, 1909)
- Thelcticopis serambiformis Strand, 1907
- Thelcticopis severa (L. Koch, 1875)
- Thelcticopis simplerta Barrion & Litsinger, 1995
- Thelcticopis telonotata Dyal, 1935
- Thelcticopis truculenta Karsch, 1884
- Thelcticopis unciformis Zhu & Zhong, 2020
- Thelcticopis vasta (L. Koch, 1873)
- Thelcticopis virescens Pocock, 1901
- Thelcticopis zhengi Liu, Li & Jäger, 2010

## Systématique et taxinomie
Themeropis L. Koch, 1875, préoccupé par Themeropis Pascoe, 1874, a été remplacé par Thelcticopis par Karsch en 1884.
Rhomalea L. Koch, 1873, préoccupé par Rhomalea Serville, 1831, a été placé en synonymie par Simon en 1897.
Mardonia a été placé en synonymie par Deeleman-Reinhold en 2001.
Seramba a été placé en synonymie par Jäger en 2005.

## Publications originales
- Karsch, 1884 : « Arachnoidea. Die Fauna der Guinea, Inseln S.-Thomé und Rolas. » Sitzungsberichte der Gesellschaft zur Beförderung der Gesammten Naturwissenschaften zu Marburg, vol. 2, p. 60-68 & 79.
- L. Koch, 1875 : Die Arachniden Australiens. Nürnberg, vol. 1, p. 577-740 (texte intégral).